# ドラマランド11
『ドラマランド11』（ドラマランドイレブン）は、1996年から1998年3月3日まで名古屋テレビ放送が編成していた深夜ドラマ枠である。
基本編成時間は毎週火曜 23:25 - 23:55 （日本標準時）。
年末年始や「大相撲ダイジェスト」編成時は休止していた。

## 放送作品一覧

### 1996年
- ヤンママ・ブギ
- ご立派すぎて
- 天下御免の箱入り息子

### 1997年
- ハートに塩こしょう
- 不思議の国の17歳（4月1日-7月8日）
- 港街ホテル物語（7月22日-9月2日）
- DRIVEしたいのに（9月23日-11月4日）
- ゴールデンロマンスを私に（11月25日-12月23日）

### 1998年
- 大安吉日が永すぎて（1月27日-3月3日）